# Araneus floriatus
Araneus floriatus là một loài nhện trong họ Araneidae.
Loài này thuộc chi Araneus. Araneus floriatus được Henry Roughton Hogg miêu tả năm 1914.